# 立川市立第八小学校
立川市立第八小学校（たちかわしりつ　だいはちしょうがっこう）は、東京都立川市幸町にある公立小学校。

## 概要

### 校名について
名前こそ「第八」となっているものの、実際は立川市において、立川市立第一小学校に次いで古い小学校である。同校は立川市に吸収合併された旧砂川町立の小学校であったため、合併後に新たに名前を与えられたのである。立川市立第九小学校も同様、元々は砂川町立小学校である（第八小学校と同年に創立された）。

### 教育目標
- よく考え実行する子ども

　－自ら考え、正しく判断し、実践する児童の育成－
- 心豊かで思いやりのある子ども

　－いつくしむ心で、人・もの・自然と豊かにかかわる児童の育成－
- 心も体もたくましい子ども

　－心身ともに健やかで、粘り強くやりぬく児童の育成－

### 校歌
- 作詞：巽聖歌
- 作曲：諸井三郎

全3番よりなる。学校の公式サイトで歌詞を確認できる。

## 沿革
- 1872年（明治5年） - 砂川村の組である砂川八番に共同学舎、砂川五番に官許教場が創立される。
- 1874年（明治7年） - 共同学舎が東砂川小学校、官許教場が中砂川小学校に改まる（当時の砂川村は神奈川県に属していた）。
- 1900年（明治33年） - 東砂川小学校と中砂川小学校が合併して高等科を併設・砂川尋常高等小学校となる。
- 1901年（明治34年） - 2月15日に開校式挙行。この日を開校記念日に定める。
- 1941年（昭和16年） - 国民学校令により、砂川国民学校に改編。
- 1947年（昭和22年） - 新制の北多摩郡砂川小学校になる。
- 1954年（昭和29年） - 砂川町立砂川小学校に改称。
- 1961年（昭和36年） - 現校歌制定。
- 1963年（昭和38年） - 砂川町と立川市の合併により、立川市立砂川第一小学校に改称。
- 1964年（昭和39年） - 分校を設置。
- 1965年（昭和40年） - 立川市立第八小学校に改称。
- 1966年（昭和41年） - 分校が立川市立第十小学校として独立したのと、立川市立けやき台小学校の開校に伴って学区変更。
- 1967年（昭和42年） - 完全給食開始。
- 1970年（昭和45年） - 立川市立南砂小学校が設立、学区域変更。
- 1971年（昭和46年） - 立川市立幸小学校・立川市立若葉小学校ができ、学区域が変わる。
- 2000年（平成12年） - 創立100周年を迎える。記念碑除幕。

## 交通
- JR立川駅北口9番バス停より西武バス立32系統：立川八小経由・幸町団地行きで「立川八小」下車

なお、同バス停からは立40系統：砂川九番経由・幸町団地行きもあるが、同じ幸町団地行きでも立40系統は「立川八小」を通らないので注意
- 多摩都市モノレール「泉体育館駅」下車徒歩10分